# 卡拉蘇區 (哈薩克斯坦)
52°19′12″N 65°22′12″E / 52.32000°N 65.37000°E

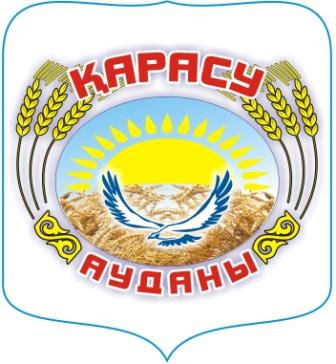

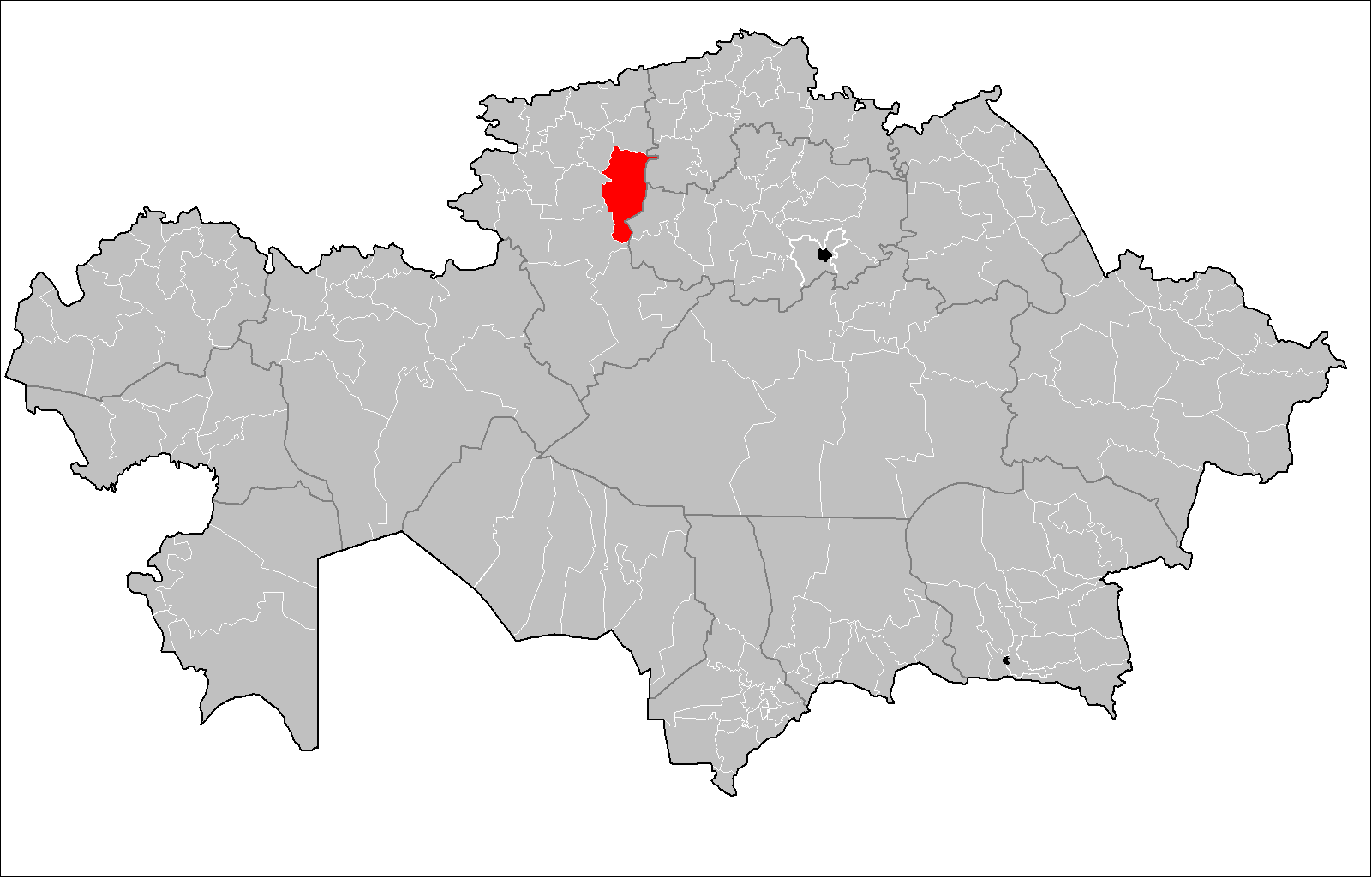

卡拉蘇區是哈薩克斯坦的行政區，位於該國北部，由庫斯塔奈州負責管轄，首府設於卡拉蘇，始建於1939年，面積12,800平方公里，2019年人口25,258。